# Liste der Monuments historiques in Lusigny-sur-Barse
Die Liste der Monuments historiques in Lusigny-sur-Barse führt die Monuments historiques in der französischen Gemeinde Lusigny-sur-Barse auf.

## Liste der Objekte
| Bezeichnung                   | Beschreibung | Standort                       | Kennzeichnung | Schutzstatus | Datum | Bild |
| ----------------------------- | --- | ------------------------------ | ------------- | ------------ | ----- | ---- |
| Skulptur Madonna mit Kind     | Kalkstein, farbig gefasst und vergoldet, Anfang des 14. Jahrhunderts                                                         | in der Kirche St-Martin (Lage) | PM10001092    | Classé       | 1894  |      |
| Sessel                        | Holz, zweite Hälfte des 18. Jahrhunderts; um 2002 gestohlen                                                                  | in der Kirche St-Martin (Lage) | PM10001093    | Classé       | 1977  |      |
| Vier Reliquienschreine        | Eichenholz, vergoldet, 18. Jahrhundert; aus der Abtei Notre-Dame de Larivour                                                 | in der Kirche St-Martin (Lage) | PM10004404    | Inscrit      | 1976  |      |
| Skulptur Unterweisung Mariens | Holz, zweite Hälfte des 16. Jahrhunderts                                                                                     | in der Kirche St-Martin (Lage) | PM10001094    | Classé       | 1977  |      |
| Hauptaltar                    | Altartisch, Altaraufbau und Tabernakel; Marmor, Eichenholz, vergoldet, 18. Jahrhundert; aus der Abtei Notre-Dame de Larivour | in der Kirche St-Martin (Lage) | PM10001095    | Classé       | 1977  |      |